# 丁 (音楽家)
丁（てい）は、日本のシンガーソングライター／トラックメイカー。所属レーベルはランティス。他にも「Tei Hinoto」という名義で自主レーベルにて、ミニハープ弾き語りに特化した活動も行っている。

## 経歴
3歳頃よりピアノ教室に通い始め、クラシック音楽、オペラ、バレエ音楽、劇伴を中心に親しむ。
2014年頃から独学で作曲を始める。
2021年より音楽活動を開始。以後、オリジナル曲およびカバー作品をソーシャルメディア上に多数投稿し、歌声や、ミニハープを用いた演奏スタイルが注目を集めるようになる。
2022年12月12日にインディーズ作品「羽化」をリリース。
2023年2月22日にはミニハープ弾き語りの「丁」名義でメジャー・デビューし、TVアニメ『ツルネ -つながりの一射-』エンディング主題歌である「ヒトミナカEP」をリリース。
活動のテーマとして「優しく足元を照らす蝋燭の灯火となる、暗闇の中の希望となる音楽を奏でる」を掲げている。
2024年1月31日には、タイアップ作品として2作目となる、TVアニメ『最弱テイマーはゴミ拾いの旅を始めました。』エンディング主題歌「because」をリリース。本楽曲は「応援歌」として制作され、後半にかけてミュージカル的な展開を見せる構成となっている。当楽曲を制作当初はミニハープを用いた楽曲制作を行っていたが、音楽プロデューサーとの共同作業の中で、徐々にハープの使用頻度が減少していったという。本人はインタビューにおいて「ミニハープは縛りの多い楽器で、その特性も踏まえ、ハープのことはいったん忘れて曲を作ってみようということになった」と述べている。
2024年7月24日にはタイアップ3作品目として、TVアニメ『Unnamed Memory』オープニング主題歌 「呼び声EP」をリリース。共同編曲者である樂との制作過程において、コードごとにチューニングを変更してレコーディングが行われた。ハープ弾き語りではなくなった点について、本人は「ミニハープを弾かなくなった転生物語のようだ」と述べている。
2024年9月1日アーティスト名義「丁」と「Tei Hinoto」への二分化を発表。ハープ弾き語りに特化した別のアーティスト活動として、自主レーベルMOONBIRD RECORDSを立ち上げ、楽曲リリースを2025年初夏より開始する予定である。

## 音楽性
自身の音楽はJ-POPや一般的なポップスの枠組みに分類されないと述べている。

## 人物
音楽家を志したという自覚は持っておらず、「自然とそうなっていた」と回想している。また、「望むものを追いかけるほど遠ざかっていく」との考えから、物事を成り行きに任せるよう心掛けているという。

## 出演イベント
- 2023年8月「アニサマAXELステージ」けやきひろば[13]
- 2023年11月「第6回京都アニメーションファン感謝イべント KYOANI MUSIC FESTIVAL ―トキメキのキセキ―」[14]
- 2023年11月 TVアニメ『最弱テイマーはゴミ拾いの旅を始めました。』先行上映会[15]

## ディスコグラフィー

### 配信限定EP（インディーズ）
|     | 発売日/レーベル               | タイトル | 収録曲                                                                    | 備考  |          |
| --- | ----------------------------- | -------- | ------------------------------------------------------------------------- | ----- | -------- |
| 1st | - 2022年12月12日 - ランティス | 羽化     | - ヒノト - 白き馬 - Paradise - 魔法の鍵 - おどりこ - カイコ-飛べない天使- | 全6曲 | 配信のみ |

### EP（メジャー）
|     | 発売日/レーベル              | タイトル/  | 収録曲 | 備考    |         |
| 1st | - 2023年2月22日 - ランティス | ヒトミナカ | - ヒトミナカ - Whispering Lights - 蟲森 - 必                                                                | 全4曲   | CD+配信 |
| 2nd | - 2024年7月24日 - ランティス | 呼び声     | - 呼び声 - The Heliosphere - 三つ子 - 螺旋の道 - because - off-season butterfly - ヒトミナカ mini harp ver. | 全6+1曲 | CD+配信 |

### シングル（メジャー）
|     | 発売日/レーベル              | タイトル   | 収録曲                      | タイアップ作品名                                                                         | 備考  |          |
| --- | ---------------------------- | ---------- | --------------------------- | ---------------------------------------------------------------------------------------- | ----- | -------- |
| 1st | - 2023年1月5日 - ランティス  | ヒトミナカ | - ヒトミナカ                | 2023年1月より放送 TVアニメ『ツルネ －つながりの一射－』エンディング主題歌                | 全1曲 | 配信のみ |
| 2nd | - 2024年1月31日 - ランティス | because    | - because - The Heliosphere | 2024年1月より放送 TVアニメ『最弱テイマーはゴミ拾いの旅を始めました。』エンディング主題歌 | 全2曲 | CD+配信  |
| 3rd | - 2024年4月10日 - ランティス | 呼び声     | - 呼び声                    | 2024年4月より放送 TVアニメ『Unnamed Memory』 オープニング主題歌                          | 全1曲 | 配信のみ |

### 制作参加楽曲
| 発売日/レーベル              | アルバムタイトル                                                                  | 担当曲                                       | 備考                 |          |
| ---------------------------- | --------------------------------------------------------------------------------- | -------------------------------------------- | -------------------- | -------- |
| - 2023年3月22日 - ランティス | TVアニメ『ツルネ －つながりの一射－』キャラクターソングミニアルバム「星をつなぐ」 | - Up Stairs                                  | 作曲・編曲           | CD+配信  |
| - 2025年5月28日 - ランティス | 『Unnamed Memory』オリジナルサウンドトラック                                      | ティナーシャ(CV.種崎敦美)の挿入歌 - ゆめあと | 作詞・作曲・楽器演奏 | 配信のみ |